# Laine Randjärv
Laine Randjärv, née le 30 juillet 1964 à Moscou, est une femme politique estonienne, membre du Parti réformateur (ERE) et ancienne ministre de la Culture d'Estonie. Avant son divorce en 2011, elle était connue sous le nom de Laine Jänes.

## Biographie

### Formation
Elle achève ses études secondaires à Tartu en 1980 et rentre alors à l'École de musique « H. Eller », dont elle ressort avec une licence cum laude de chef d'orchestre et professeur de musique trois ans plus tard.
En 1989, elle obtient un doctorat, avec la même mention et dans le même domaine, au conservatoire national de Tallinn.
Par ailleurs, elle est titulaire d'un master de musique, obtenu à l'Académie estonienne de musique en 1996, et a débuté, en 2005, des études doctorale en philosophie à l'université de Tartu.
Outre l'estonien, sa langue maternelle, elle parle russe, anglais et allemand.

### Carrière
Elle obtient son premier emploi en 1985, comme lectrice du cours de chorale et musicienne d'accompagnement à l'École de musique « H. Eller » de Tartu, et le garde jusqu'en 1998.
Devenue lectrice pour la conduite et la musique de cœur au séminaire des professeurs de Tartu entre 1994 et 1997, elle est nommée spécialiste en chef du département de la Culture de la municipalité de Tartu en 1995.
En 1997, elle prend la direction de la succursale de l'Académie estonienne de musique à Tartu, puis de la salle de concerts Vanemuise, entre 1998 et 1999.

### Activité politique
Adjointe au maire de Tartu Andrus Ansip à partir de 2002, elle lui succède à la mairie quand celui-ci est nommé ministre des Affaires économiques du gouvernement de Juhan Parts le 13 septembre 2004.
Le 5 avril 2007, Laine Jänes est nommée ministre de la Culture du deuxième cabinet d'Andrus Ansip, devenu Premier ministre deux ans plus tôt. Elle est remplacée dans le troisième gouvernement Ansip par Rein Lang, le 5 avril 2011.